# Donald Kettler
Donald Joseph Kettler (ur. 26 listopada 1944 w Minneapolis, Minnesota) – amerykański duchowny katolicki, biskup Saint Cloud w latach 2013–2022, administrator diecezji Sioux Falls od maja do sierpnia 2025.

## Życiorys
W dzieciństwie jego rodzina przeniosła się do Sioux Falls w Dakocie Południowej. Studiował na St. John University and Seminary w Collegeville w Minnesocie. 29 maja 1970 został ordynowany do kapłaństwa dla diecezji Sioux Falls. Po dziewięciu latach pracy duszpasterskiej został oddelegowany do pracy w kurii diecezjalnej. Od 1981 studiował na Katolickim Uniwersytecie Ameryki w Waszyngtonie. Uzyskał tam licencjat z prawa kanonicznego. Od 1983 był wikariuszem sądowym diecezji Sioux Falls. Oprócz tego koordynował pracę innych biur kurialnych. W późniejszych latach był również proboszczem kilku parafii, w tym rektorem miejscowej katedry. Znany był też w diecezji jako celebrans cotygodniowej mszy telewizyjnej (od 1984).
7 czerwca 2002 otrzymał nominację na biskupa diecezji Fairbanks. Sakry udzielił mu metropolita Anchorage Roger Schwietz OMI. Jest pierwszym ordynariuszem w historii diecezji, który nie pochodził ze zgromadzenia jezuitów. 1 marca 2008 bp Kettler ogłosił bankructwo diecezji spowodowane aferą pedofilską duchownych.
20 września 2013 papież Franciszek mianował go ordynariuszem Saint Cloud w Minnesocie. Ingres odbył się 7 listopada 2013.
17 grudnia 2022 ten sam papież przyjął jego rezygnację z funkcji biskupa diecezjalnego.
Ze względu na przedłużające się leczenie biskupa diecezji Sioux Falls Donalda DeGrooda'a i na jego prośbę złożoną nuncjuszowi apostolskiemu w Stanach Zjednoczonych (z uwagi na trwający wakat w Stolicy Apostolskiej po śmierci papieża Franciszka) biskup Kettler został 1 maja 2025 mianowany tymczasowym administratorem tejże diecezji. Urząd ten pełnił do 13 sierpnia 2025.